# 44 Ниса
44 Ниса (енгл. 44 Nysa) је астероид главног астероидног појаса. Приближан пречник астероида је 70,64 km,
а средња удаљеност астероида од Сунца износи 2,423 астрономских јединица (АЈ).
Инклинација (нагиб) орбите у односу на раван еклиптике је 3,705 степени, а орбитални период износи 1378,247 дана (3,773 године). Ексцентрицитет орбите астероида износи 0,147.
Апсолутна магнитуда астероида износи 7,03 а геометријски албедо 0,545.
Астероид је откривен 27. маја 1857. године.